# Junyent (Odèn)
Junyent és una masia enclavada al terme municipal d'Odèn.
Està situada a 910 m d'altitud, al vessant meridional de la serra de Cavallera en un planell que està 130 m de desnivell per damunt de la riera de Canalda que transcorre al sud de la masia. A l'oest de la masia hi transcorre el riu d'Odèn (a 175 m de distància a vol d'ocell) a l'altre vessant del qual hi ha, a la mateixa altitud, la masia d'Orrit mentre que el Torrent de Junyent ho fa per l'est (a 425 m de distància a vol d'ocell) amb l'enrunada masia de Soldevila a l'altre vessant a una altitud 30 m per sobre. Per la banda nord, el cingle de Cavallera la separa de la masia del mateix nom.
Aquesta situació entre tres torrents i una cinglera li confereix una profunda impressió d'aïllament. Paradoxalment, el topònim significa "que uneix, ajuntador" i prové del mot llatí iŭngĕnte.